# Wendel Clark
Wendel L. Clark, född 25 oktober 1966 i Kelvington, Saskatchewan, är en kanadensisk före detta professionell ishockeyspelare mest känd för sin tid i Toronto Maple Leafs. Clark var lagkapten för Maple Leafs under det tidiga 1990-talet. I Toronto kallades han för "Captain Crunch" då han hade en fysisk och intensiv spelstil.
Wendel Clark valdes som förste spelare totalt i 1985 års NHL-draft av Toronto Maple Leafs. Karriären varade från 1985 till 2000 och han spelade för Maple Leafs under tre olika sejourer. Han spelade dessutom för Quebec Nordiques, New York Islanders, Tampa Bay Lightning, Detroit Red Wings, och Chicago Blackhawks.
Wendel Clark är känd för sitt fysiska spel, med totalt 1690 utvisningsminuter i NHL, och envisa skador gjorde att han endast spelade 80 matcher en gång i sin NHL-karriär. Trots detta lyckades han med bedriften att göra 46 mål under säsongen 1993–94 då han spelade i samma kedja som Dave Andreychuk och Doug Gilmour.

## Början av NHL-karriären
Clark blev snabbt känd som en känslosam (bland annat efter att ha gråtit ut ordentligt i en Oprah Winfrey-show), fysisk spelare som kombinerade hårt spel med att göra mål. Han valdes till NHL All-Rookie Team efter sin debutsäsong och kom trea i omröstningen till Calder Trophy, som ges till årets bästa nykomling.
1987 cross-checkades Clark illa i en match mot Chicago. Den allvarliga ryggskada han drabbades av hindrade honom från att nå sin fulla potential, men han blev ändå en favorit bland Maple Leafs-fansen tack vare sitt uppoffrande spel.
Under säsongen 1992–93, Clarks andra säsong som kapten för Maple Leafs, slog Toronto klubbrekord i antalet segrar (44) och poäng (99) och gick till slutspel för första gången på flera år. De gick hela vägen fram till Campbell Conference-finalen där de ledde med 3-2 i matcher men till slut förlorade mot Wayne Gretzkys Los Angeles Kings.

## Övergångar
I juni 1994 byttes Clark bort till Quebec Nordiques i en affär som omfattade flera spelare, bland andra Mats Sundin. Doug Gilmour tog över som lagkapten för Maple Leafs. Clark spelade i Quebec under lockoutsäsongen 1994–95.
När Nordiques flyttade till Denver och blev Colorado Avalanche hamnade Clark i en kontraktsdispyt. Detta ledde till att han byttes bort till New York Islanders i utbyte mot Claude Lemieux, som Islanders skaffat sig rättigheterna till från New Jersey Devils strax före i utbyte mot Steve Thomas. Clark spelade endast 58 matcher för Islanders och avslutade säsongen tillbaka i Torontos tröja.

## Senare delen av karriären
1998 skrev Clark kontrakt med Tampa Bay Lightning som free agent. Han gjorde en bra säsong i Tampa, där han blev publikfavorit och deltog i All Star Game, som hölls i staden samma år. Vid Trade Deadline byttes han bort till Detroit Red Wings som storsatsade för att vinna Stanley Cup för tredje säsongen i rad, medan Tampa Bay missade slutspel. Det blev dock ingen Stanley Cup för Detroit eller Clark så efter säsongen skrev han på för Chicago Blackhawks, som han dock bara spelade 13 matcher för följande säsong innan han byttes tillbaka till Toronto.
Den dåliga formen fortsatte grundserien ut, men när det vankades slutspel hittade Clark tillbaka till sitt spel. Maple Leafs-fansens kärlek till sin gamle kapten syntes tydligt då han mottog en fyra minuter lång stående ovation efter att ha dribblat sig in i New Jerseys zon och avlossat ett stolpskott under match 1. I match 4 assisterade han till det matchvinnande målet som gjorde att Maple Leafs kom ikapp Devils till 2-2 i matcher.

## Övrigt
Wendel Clark har rekordet för den längsta tiden mellan två All Star-matcher med 13 år, 1986 till 1999.
Clark är kusin med Joe Kocur, som även han är en före detta NHL-spelare. De var lagkamrater under Clarks korta period i Detroit.

## Statistik

### Klubbkarriär
| 1983–84    | Saskatoon Blades    | WHL        | 72  | 23  | 45  | 68  | 225  | —  | —  | —  | —  | —   |
| 1984–85    | Saskatoon Blades    | WHL        | 64  | 32  | 55  | 87  | 253  | 3  | 3  | 3  | 6  | 7   |
| 1985–86    | Toronto Maple Leafs | NHL        | 66  | 34  | 11  | 45  | 227  | 10 | 5  | 1  | 6  | 47  |
| 1986–87    | Toronto Maple Leafs | NHL        | 80  | 37  | 23  | 60  | 271  | 13 | 6  | 5  | 11 | 38  |
| 1987–88    | Toronto Maple Leafs | NHL        | 28  | 12  | 11  | 23  | 80   | —  | —  | —  | —  | —   |
| 1988–89    | Toronto Maple Leafs | NHL        | 15  | 7   | 4   | 11  | 66   | —  | —  | —  | —  | —   |
| 1989–90    | Toronto Maple Leafs | NHL        | 38  | 18  | 8   | 26  | 116  | 5  | 1  | 1  | 2  | 19  |
| 1990–91    | Toronto Maple Leafs | NHL        | 63  | 18  | 16  | 34  | 152  | —  | —  | —  | —  | —   |
| 1991–92    | Toronto Maple Leafs | NHL        | 43  | 19  | 21  | 40  | 123  | —  | —  | —  | —  | —   |
| 1992–93    | Toronto Maple Leafs | NHL        | 66  | 17  | 22  | 39  | 193  | 21 | 10 | 10 | 20 | 51  |
| 1993–94    | Toronto Maple Leafs | NHL        | 64  | 46  | 30  | 76  | 115  | 18 | 9  | 7  | 16 | 24  |
| 1994–95    | Quebec Nordiques    | NHL        | 37  | 12  | 18  | 30  | 45   | 6  | 1  | 2  | 3  | 6   |
| 1995–96    | New York Islanders  | NHL        | 58  | 24  | 19  | 43  | 60   | —  | —  | —  | —  | —   |
| 1995–96    | Toronto Maple Leafs | NHL        | 13  | 8   | 7   | 15  | 16   | 6  | 2  | 2  | 4  | 2   |
| 1996–97    | Toronto Maple Leafs | NHL        | 65  | 30  | 19  | 49  | 75   | —  | —  | —  | —  | —   |
| 1997–98    | Toronto Maple Leafs | NHL        | 47  | 12  | 7   | 19  | 80   | —  | —  | —  | —  | —   |
| 1998–99    | Tampa Bay Lightning | NHL        | 65  | 28  | 14  | 42  | 35   | —  | —  | —  | —  | —   |
| 1998–99    | Detroit Red Wings   | NHL        | 12  | 4   | 2   | 6   | 2    | 10 | 2  | 3  | 5  | 10  |
| 1999–00    | Chicago Blackhawks  | NHL        | 13  | 2   | 0   | 2   | 13   | —  | —  | —  | —  | —   |
| 1999–00    | Toronto Maple Leafs | NHL        | 20  | 2   | 2   | 4   | 21   | 6  | 1  | 1  | 2  | 4   |
| WHL totalt | WHL totalt          | WHL totalt | 136 | 55  | 100 | 155 | 478  | 3  | 3  | 3  | 6  | 7   |
| NHL totalt | NHL totalt          | NHL totalt | 793 | 330 | 234 | 564 | 1690 | 95 | 37 | 32 | 69 | 201 |